# Passenger (gruppo musicale svedese)
I Passenger sono stati un gruppo musicale Svedese, attivo tra il 1995 e il 2004.
I membri del gruppo erano già noti nella scena musicale metal di Göteborg, soprattutto il cantante Anders Fridén, frontman degli In Flames.

## Storia
Il gruppo si formò nel 1995 per volere di Engelin e Sten; entrambi volevano fare musica che si distaccasse però dal thrash metal e dal melodic death metal, generi già adottati dalle altre band in cui suonavano.
Inizialmente il gruppo si chiamò Cliff, e con questo pseudonimo registrarono due demo che però non vennero mai pubblicate. Dopo un periodo di pausa e dopo che Engelin fu preso come turnista per il tour dell'album Whoracle degli In Flames, il loro cantante, Fridén, dimostrò interesse per i Passenger ed entrò nel gruppo.
Nel 2000 tornarono dalla pausa e dopo aver registrato le prime demo pubblicarono il loro primo album, Passenger, nel 2003. Fecero un unico tour tra il 2003 e il 2004, ed aprirono i concerti per Lacuna Coil, Moonspell e Poisonblack. Patrik Sten, nel febbraio 2004, dichiarò sul sito ufficiale del gruppo che i Passenger erano in piena fase di registrazione del loro secondo album. Tuttavia, da allora, il cantante Anders Fridén ha rivelato di avere poco tempo da dedicare al progetto per via di altri impegni, e il gruppo è da allora in inattività.

## Formazione
- Anders Fridén - voce
- Patrik J. Sten - batteria
- Niclas Engelin - chitarra
- Håkan Skoger - basso

## Discografia
Album in studio
- 2003 - Passenger